# Čadramska vas
Čadramska vas este o localitate din comuna Poljčane, Slovenia, cu o populație de 141 de locuitori.